# Kapuschongskogssångare
Kapuschongskogssångare (Setophaga citrina) är en nordamerikansk fågel i familjen skogssångare inom ordningen tättingar.

## Kännetecken

### Utseende
Kapuschongskogssångaren är med en kroppslängd på 13 centimeter en medelstor skogssångare med enfärgat olivgrön eller grönbrun ovansida, gul undersida och vita inslag på yttre stjärtpennorna. Hanen är karakteristiskt med svart huva runt det gula ansiktet. Honan har istället en olivgrön hätta som inte sträcker sig fram till pannan. Ungfåglarna är lika honan.

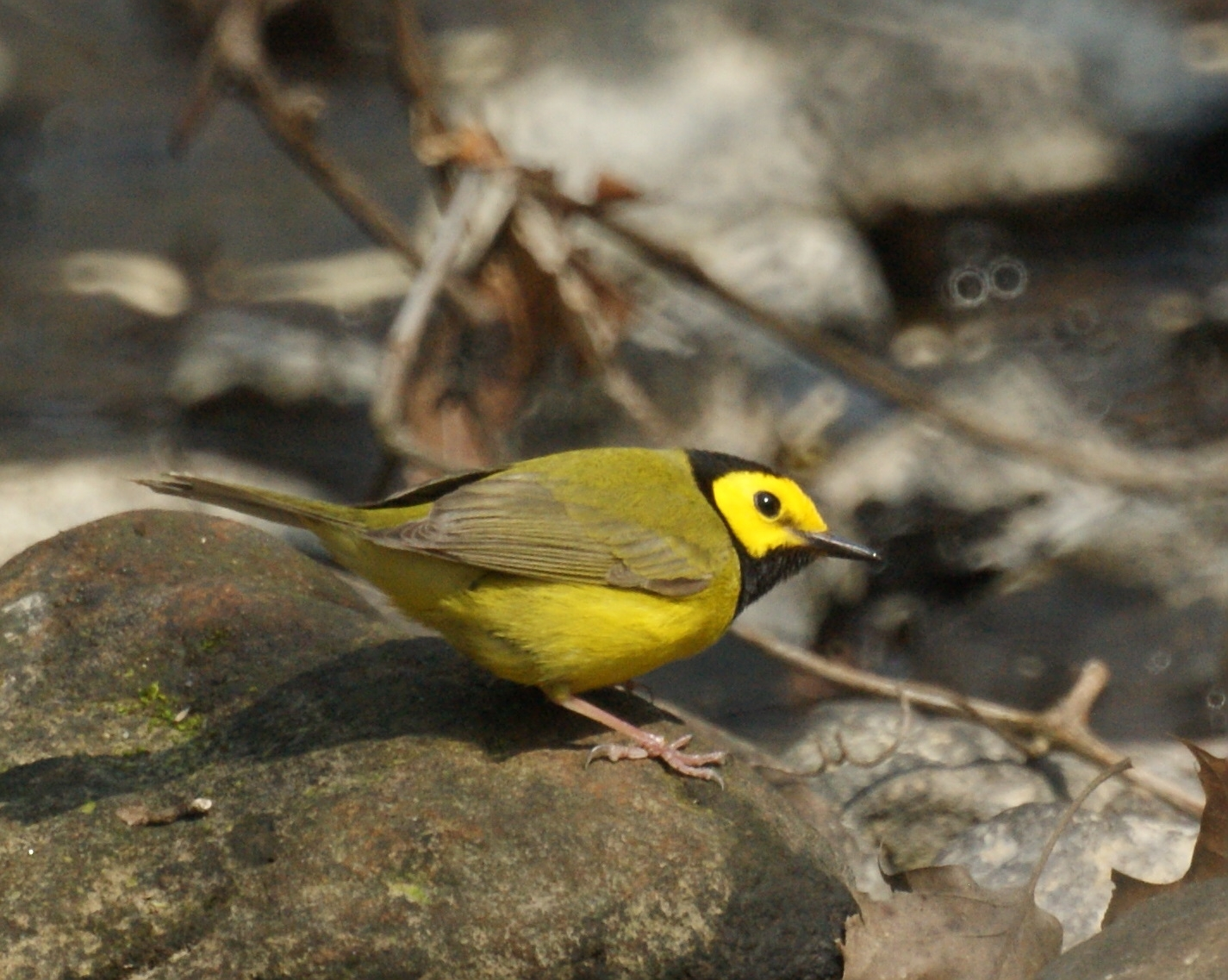
Hane
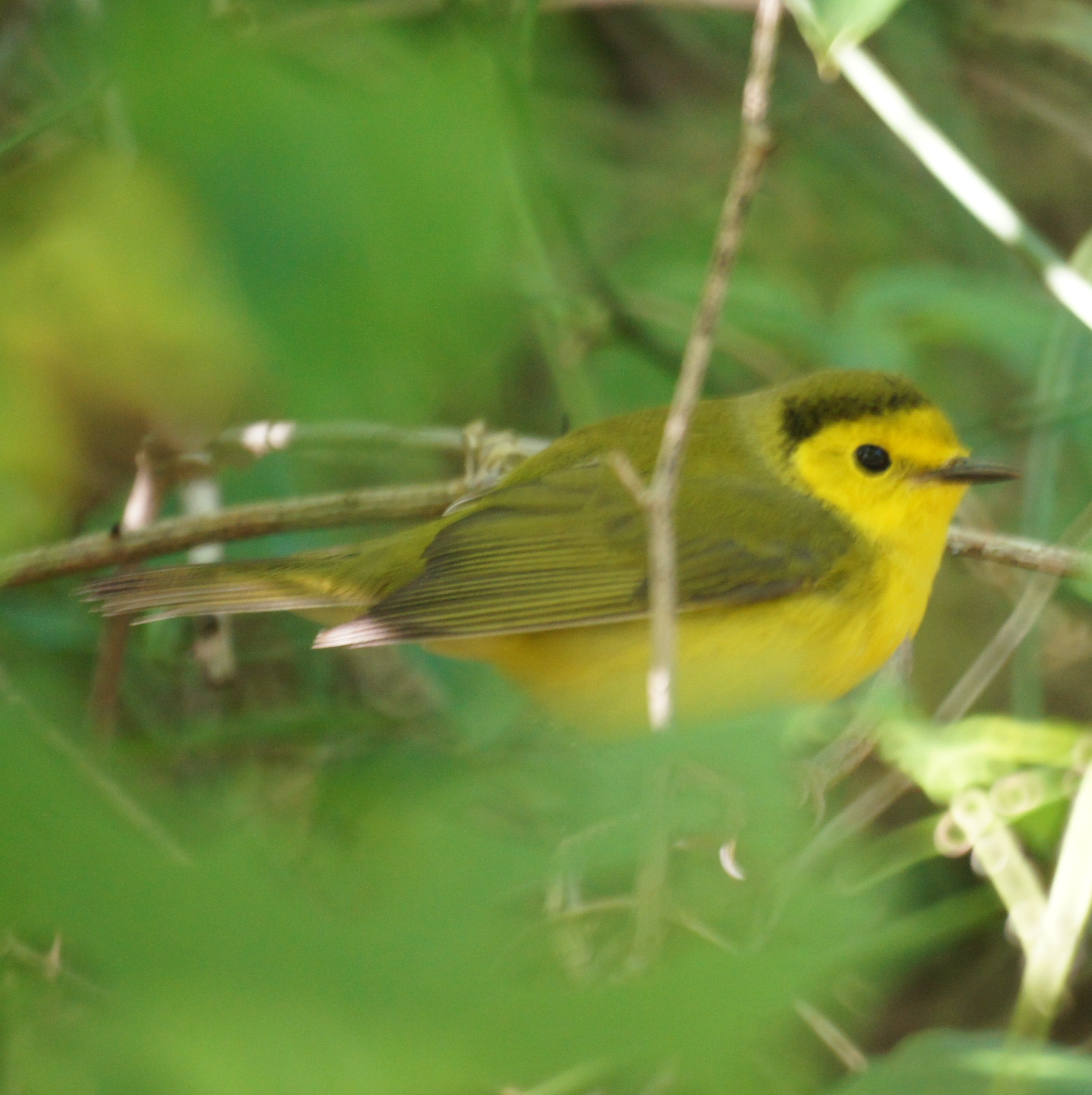
Hona

## Läten
Hanen sjunger en högljudd, klar och ringande serie med fyra till fem toner: "weeta-weeta-weet-tee-o". På engelska har den ofta återgetts med ramsan: "Richie Rich, I'm right here". Från båda könen hörs ett metalliskt "chip".

## Utbredning och systematik
Kapuschonskogssångaren häckar i östra USA och övervintrar från Mexiko till Panama. Den behandlas som monotypisk, det vill säga att den inte delas in i några underarter. Fågeln är en mycket sällsynt gäst i Europa med endast fem fynd i Azorerna och två i Storbritannien.

### Släktestillhörighet
Fågeln placerades tidigare i släktet Wilsonia tillsammans med svarthättad skogssångare och kanadaskogssångare. DNA-studier visar dock att de inte alls är nära släkt. Istället ingår den i en grupp med skogssångare tidigare i Dendroica. Det gör även rödstjärtad skogssångare (Setophaga ruticilla). Eftersom Setophaga har prioritet före Dendroica inkluderas numera alla Dendroica-arter i Setophaga, samt även kapuschongskogssångaren.

## Levnadssätt
Kapuschongskogssångaren är vanlig i skuggig undervegetation inuti högvuxen lövskog, där den ses hoppa runt med spridd och rest stjärt. Den lever huvudsakligen av insekter. Fågeln häckar lågt i en buske där den lägger tre till fem ägg i ett skålformat bo. Kapuschongskogssångare boparasiteras ofta av brunhuvad kostare.

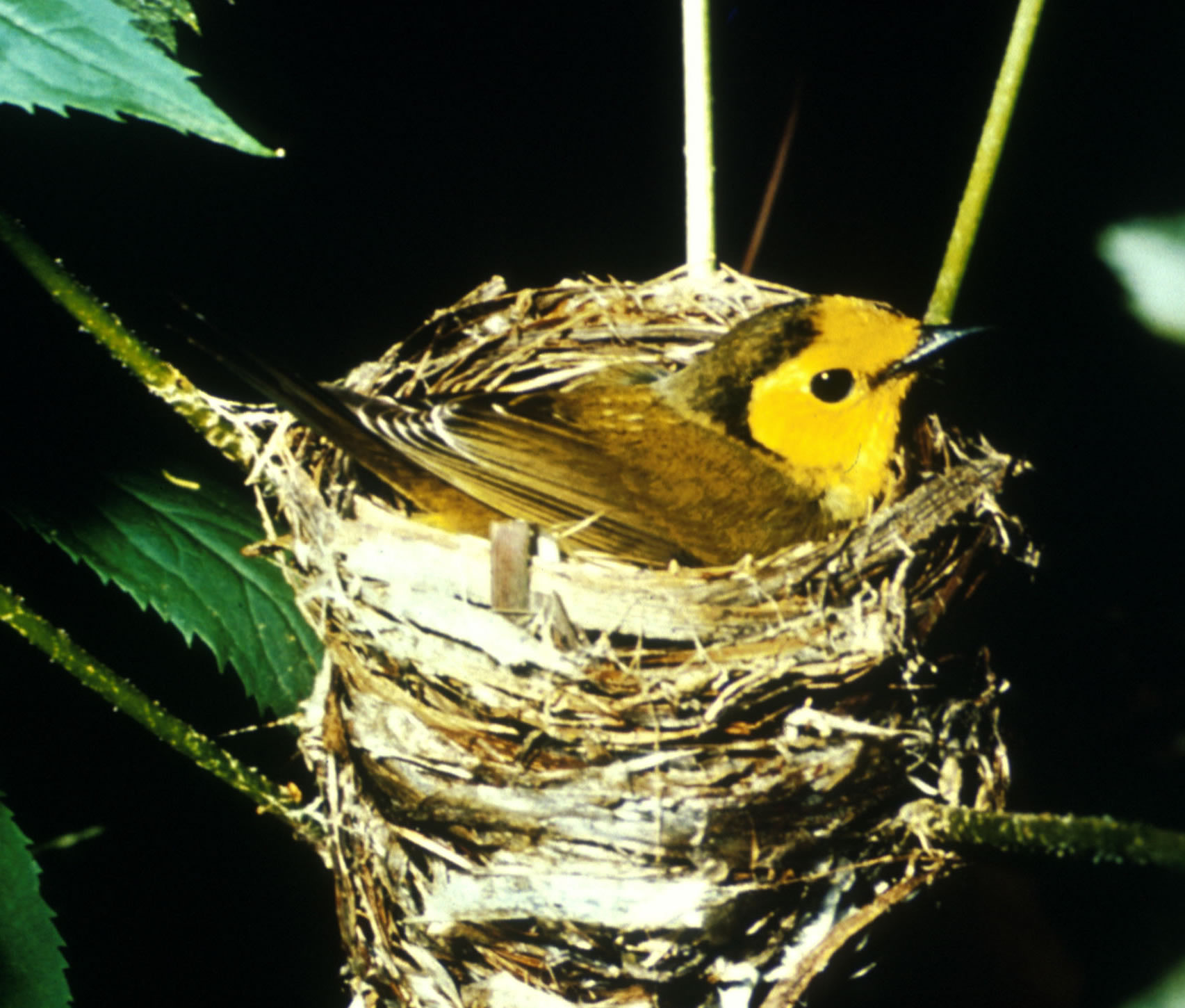
Hona kapuschongskogssångare på bo.

## Status och hot
Arten har ett stort utbredningsområde och en stor population, och tros öka i antal. Utifrån dessa kriterier kategoriserar internationella naturvårdsunionen IUCN arten som livskraftig (LC). Världspopulationen uppskattas till 5,2 miljoner häckande individer och tros ha fördubblats sedan 1970.